# دیموس (قمر)

مدارهای دیموس و فوبوس.

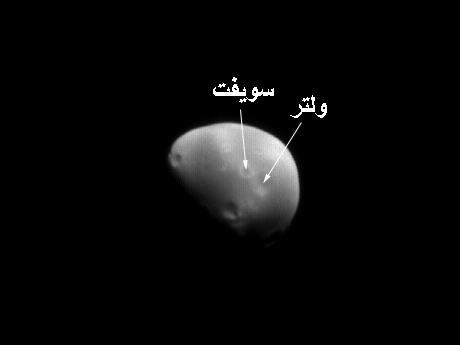
دو دهانهٔ نام‌گذاری‌شده در دیموس

دِیموس کوچکترین و بیرونی‌ترینِ دو قمر مریخ است؛ قمر دیگر فوبوس نام دارد. این قمر در تاریخ ۱۲ اوت ۱۸۷۷ توسط ستاره‌شناس آمریکایی، آساف هال، در رصدخانه نیروی دریایی ایالات متحده کشف شد. نام دیموس برگرفته از یکی از خدایان یونان باستان است که نماد ترس و وحشت بود؛ نامی که با ظاهر ترسناک و شبیه به سیارکِ این قمر به‌خوبی همخوانی دارد.

## اندازه و شکل
دیموس دارای شعاع متوسط حدود ۶٫۲ کیلومتر است و شکلی نامنظم و سنگ‌مانند دارد؛ بیشتر شبیه یک تکه سنگ ناهموار است تا یک کره کامل.

## مدار
این قمر در فاصله‌ای حدود ۲۳٬۴۶۰ کیلومتر از مریخ می‌چرخد و حدود ۳۰٫۳ ساعت طول می‌کشد تا یک دور کامل به دور مریخ بزند.

## سطح
سطح دیموس نسبتاً صاف به نظر می‌رسد، زیرا با لایه‌ای ضخیم از گرد و غبار و خرده‌سنگ (رگولیت) به عمق حدود ۱۰۰ متر پوشیده شده است.

## نظریه‌های منشأ
در گذشته تصور می‌شد دیموس یک سیارک به دام افتاده باشد، اما پژوهش‌های جدیدتر نشان می‌دهند که ممکن است هر دو قمر مریخ (فوبوس و دیموس) از بقایای یک برخورد عظیم با مریخ تشکیل شده باشند. این برخورد احتمالا دیسکی از ذرات ایجاد کرده که در نهایت به شکل‌گیری این دو قمر انجامیده است.

## اکتشافات و مشاهدات اخیر

### مدارگرد وایکینگ ۲ (۱۹۷۷)
تصاویر دقیقی از دیموس از فاصله ۱۴۰۰ کیلومتری تهیه کرد که سطح پر از دهانه آن را نشان می‌داد.

### مدارگرد شناسایی مریخ (۲۰۰۹)
دوربین HiRISE تصاویر با وضوح بالا گرفت که نمایی صاف از سطح دیموس به دلیل لایه ضخیم رگولیت نشان می‌داد.

### ماموریت هرا (ESA – 2025)
فضاپیمای هرا آژانس فضایی اروپا، هنگام عبور نزدیک از دیموس، تصاویر تازه‌ای از سمت پنهان این قمر تهیه کرد.

## ماموریت‌های آینده
آژانس فضایی ژاپن (JAXA) قصد دارد ماموریت اکتشافی قمرهای مریخی (MMX) را در سال ۲۰۲۶ پرتاب کند. اگرچه هدف اصلی این ماموریت نمونه‌برداری از فوبوس است، اما بررسی‌هایی هم بر روی دیموس انجام خواهد داد.

## واقعیت‌ها

### قفل کشندی
دیموس به‌صورت قفل کشندی به مریخ متصل است، یعنی همیشه یک طرف آن رو به مریخ است.

### گرانش ضعیف
به دلیل گرانش بسیار پایین، ذراتی که از سطح دیموس بلند می‌شوند اغلب به فضا فرار می‌کنند، و برخی از آن‌ها دوباره روی سطح آن سقوط می‌کنند و به رگولیت می‌افزایند.

## نامگذاری
دیموس از نام یکی از خدایان یونانی ترس و وحشت گرفته شده که تناسب خوبی با سیاره سرخ دارد.